# 2nd Armored Division (United States Army)
La 2ª Divisione corazzata (in inglese 2nd Armored Division) era una divisione corazzata dell'Esercito statunitense che combatté durante la seconda guerra mondiale. Soprannominata Hell on Wheels ("inferno su ruote"), dimostrò sul campo di meritarsi tale appellativo ottenendo, sotto la guida di abili ufficiali come i generali Ernest N. Harmon, Isaac D. White e Sidney R. Hinds, una serie di brillanti vittorie in Sicilia e soprattutto in Normandia (partecipazione decisiva alla Operazione Cobra) e nelle Ardenne, dove contrattaccò con successo le punte avanzate delle Panzer-Divisionen tedesche. Per tali risultati guadagnò grande reputazione come una delle migliori formazioni corazzate alleate.
Alcuni suoi reparti meccanizzati hanno partecipato anche alla Guerra del Vietnam ed alla Guerra del Golfo. La 2nd Armored Division, dopo un lungo periodo di servizio attivo in Europa (1951-1957) e negli Stati Uniti (a Fort Hood), dove divenne parte delle forze di cui era previsto il rapido afflusso sul vecchio continente in caso di attacco sovietico, è stata disattivata nel 1995.

## Storia

### La seconda guerra mondiale

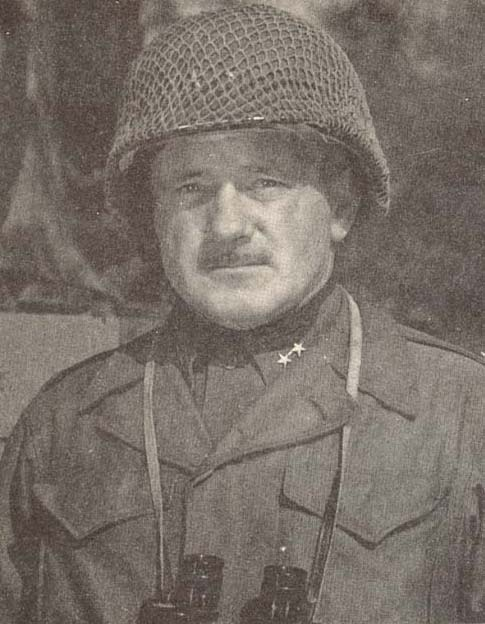
Il maggior generale Ernest N. Harmon, uno dei più abili comandanti della 2nd Armored Division durante la seconda guerra mondiale.

La 2nd Armored Division venne formata a Fort Benning, in Georgia, il 15 luglio 1940, originariamente comandata dal maggiore generale Charles L. Scott, con la collaborazione del colonnello George Smith Patton incaricato dell'addestramento. Scott venne promosso al comando del I Armored Corps nel novembre di quello stesso anno e Patton, dopo la promozione a brigadiere generale, prese il comando della divisione. La divisione prestò servizio con la 1ª, 7ª e la 9ª Armata dell'Esercito americano impegnate nel teatro europeo della seconda guerra mondiale (ETO - European Theater of Operations).
La 2nd Armored venne organizzata per essere una divisione corazzata pesante con due reggimenti corazzati e quattro battaglioni di carri medi oltre a due battaglioni di carri leggeri su tre compagnie. Assieme alla 3rd Armored Division, mantenne la propria formazione su quattro battaglioni di carri medi (a differenza delle altre divisioni corazzate statunitensi che furono organizzate invece su tre battaglioni di carri medi) durante tutto il secondo conflitto mondiale, non subendo altre riorganizzazioni.
Le principali unità della 2nd Armored Division erano il 41st Armored Infantry Regiment, il 66th Armored Regiment, il 67th Armored Regiment, il 17th Armored Engineer Battalion, l'82nd Armored Reconnaissance Battalion e il 142nd Armored Signal Company.
La 2nd Armored disponeva inoltre di tre battaglioni di artiglieria (14th, 78th e 92nd Armored Field Artillery Battalion)

#### In azione in Nord Africa ed in Sicilia
La 2nd Armored Division entrò in azione per la prima volta durante l'Operazione Torch, sbarcando in Marocco l'8 novembre 1942, assegnata al raggruppamento del generale Patton insieme alla 3rd Infantry Division ed alla 9th Infantry Division, mentre la 1st Armored Division, la 1st, e la 34th Infantry Division sbarcavano più a ovest, sulla costa algerina, sotto il comando del generale Fredendall.
Durante la campagna di Tunisia la divisione non prese parte alle battaglie principali e rimase in gran parte in Marocco per mantenere l'occupazione del paese e proteggere le spalle delle altre forze alleate impegnate più a ovest nel caso di una improbabile avanzata tedesca passando per la Spagna e Gibilterra.
La 2nd Armored ebbe invece un ruolo di grande rilievo nella successiva Sbarco in Sicilia, dimostrando per la prima volta grande slancio e abilità nelle avanzate in profondità nel cuore del territorio nemico; Il 9 luglio 1943 sbarcò a Licata, in Sicilia (inquadrata nella 7ª Armata del generale Patton), quindi effettuò una brillante avanzata-lampo travolgendo le deboli resistenze italiane e entrando a Palermo il 22 luglio 1943.

#### Battaglia di Normandia

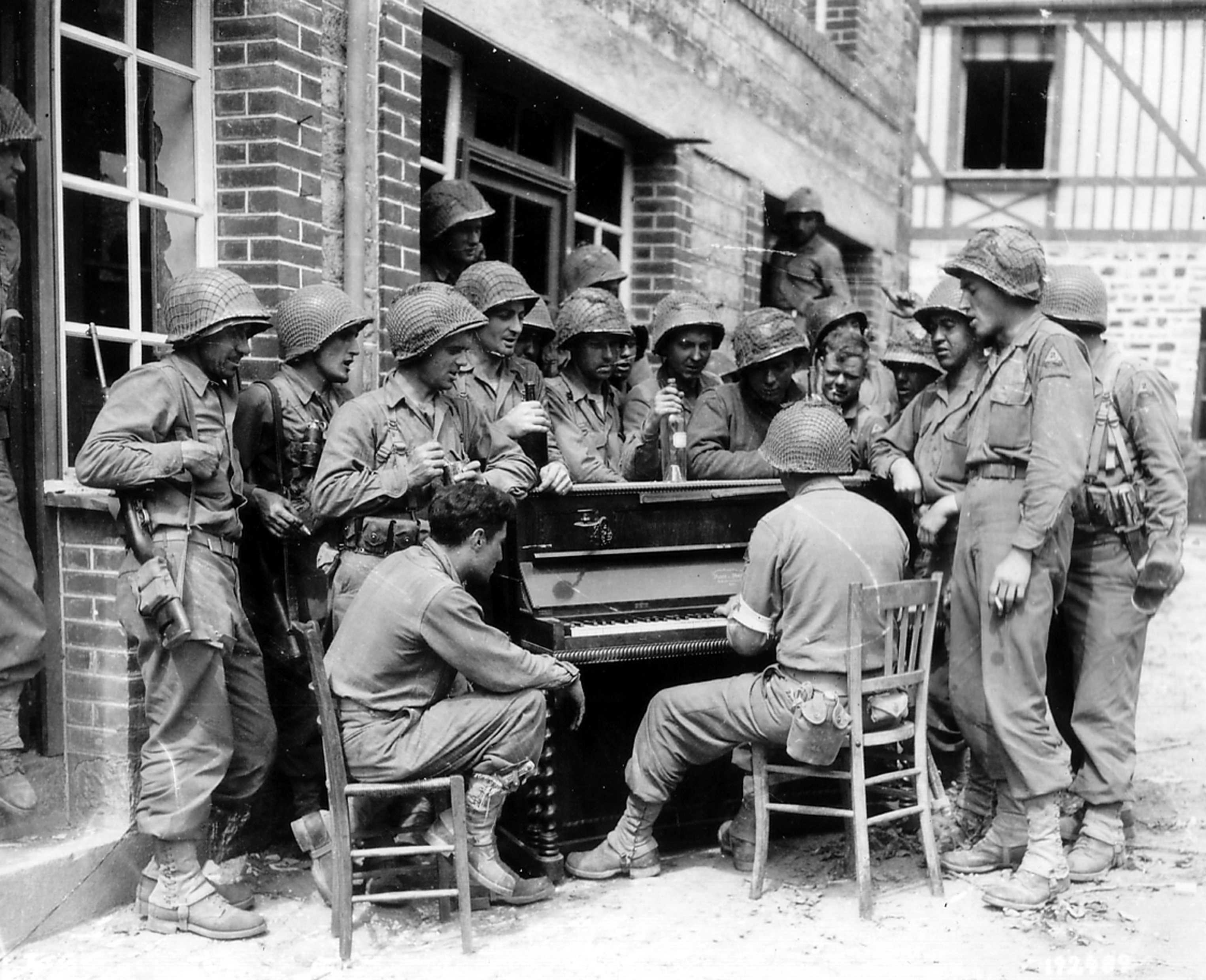
Soldati della divisione a Barenton, Normandia

Dopo aver partecipato alle prime fasi della campagna d'Italia, la divisione venne richiamata in Gran Bretagna nell'autunno 1943 per rafforzare, insieme ad altre divisioni scelte alleate, il contingente previsto per la grande Operazione Overlord; la 2nd Armored sbarcò in Normandia con la seconda ondata alleata, immediatamente dopo il 6 giugno 1944 e, guidata del maggiore generale Edward H. Brooks, fu impegnata, inquadrata nella 1ª Armata del generale Omar Bradley, nei duri combattimenti nel bocage normanno.

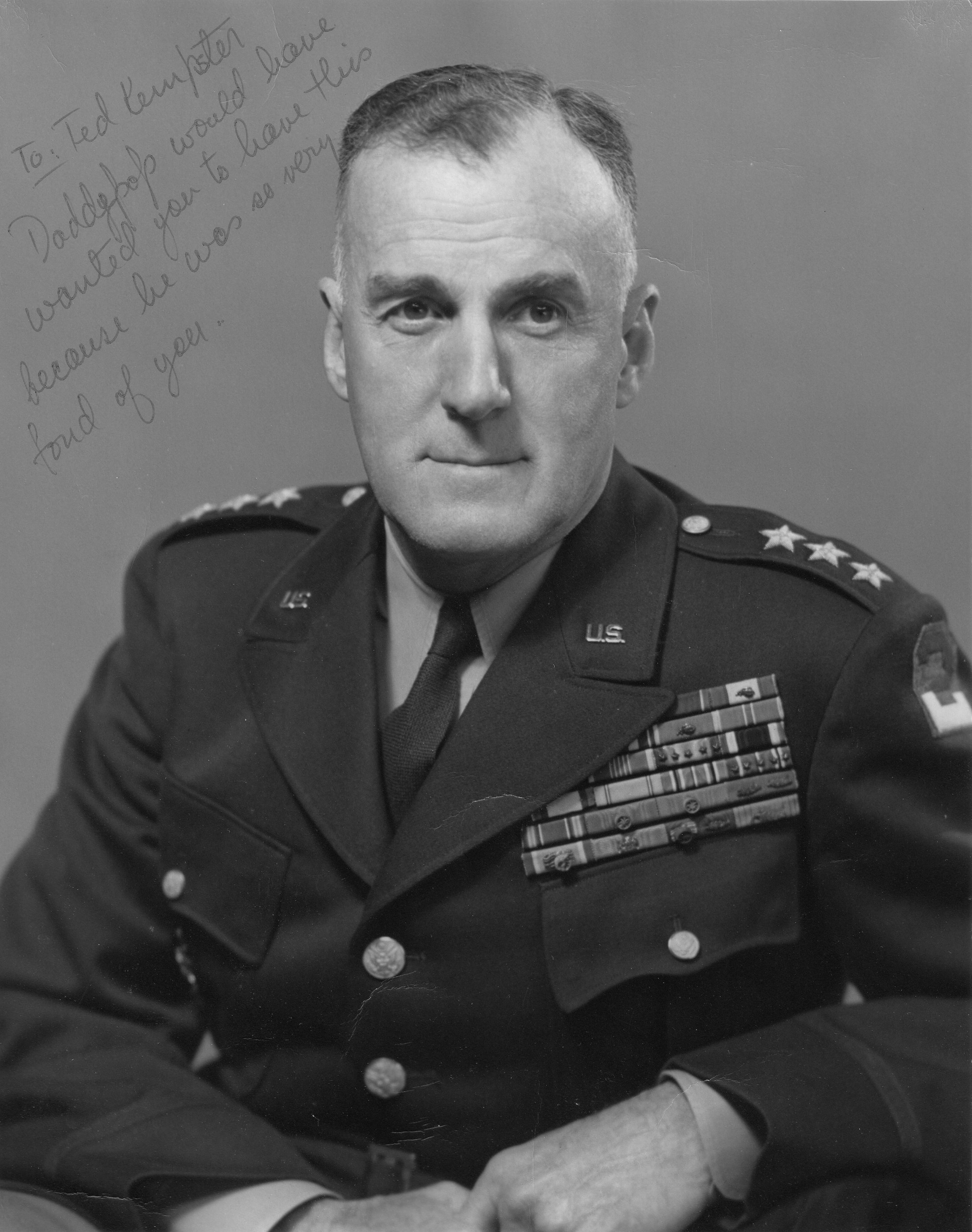
Il generale Edward H. Brooks, comandante della divisione durante la battaglia di Normandia

A partire dal 25 luglio la divisione partecipò alla decisiva operazione Cobra, contribuendo allo sfondamento del fronte tedesco e salvaguardando il fianco sinistro dell'avanzata statunitense in profondità; mentre le altre formazioni corazzate americane proseguivano rapidamente verso Avranches e quindi dilagavano in Bretagna e verso Le Mans, la 2nd Armored venne impegnata nel difficile compito di bloccare il pericoloso contrattacco tedesco a Mortain. Dopo duri scontri le forze americane ebbero la meglio costringendo il nemico, ormai minacciato di accerchiamento, ad una disastrosa ritirata.
Dopo la conclusione vittoriosa della battaglia di Normandia, la 2nd Armored, sempre assegnata ala 1ª Armata statunitense, poté dilagare in pochissimi giorni, insieme a tutto lo schieramento alleato, in Francia ed in Belgio, e raggiunse il Canale Alberto fin dall'8 settembre 1944. Tra le prime unità alleate, la divisione, scarsamente contrastata dal nemico, raggiunse e superò il confine della Germania a est di Nuth e dal 18 settembre 1944 stabilì le sue posizioni presso Geilenkirchen. Dopo questa fase di rapida avanzata, l'Esercito tedesco all'ovest riuscì finalmente a stabilizzare la situazione ed anche la 2nd Armored fu impegnata in autunno nei logoranti combattimenti sulla Linea Sigfrido, che costarono dure perdite e si conclusero solo con successi locali: attraversamento del fiume Wurm il 16 novembre e conquista di Barmen il 28 novembre.

#### Dalle Ardenne al fiume Elba

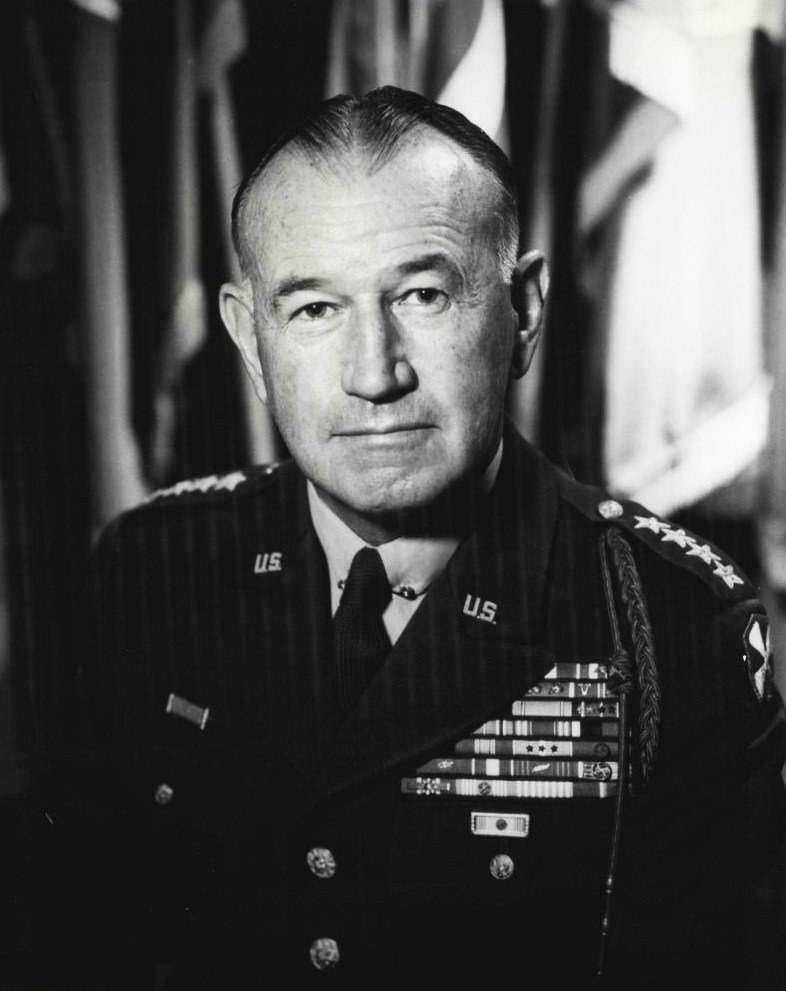
Il generale Isaac D. White.

Alla fine del 1944 la divisione venne temporaneamente ritirata dalla prima linea per un periodo di riposo, ma l'improvvisa ed inattesa grande controffensiva tedesca nelle Ardenne provocò gravi difficoltà alle forze alleate ed impose un pronto rientro in linea della 2nd Armored. Ancora una volta la formazione, guidata dall'esperto generale Ernest N. Harmon, si comportò brillantemente, contrattaccando le punte corazzate tedesche in avvicinamento alla Mosa ed ottenendo una netta vittoria a Ciney dove sbaragliò le avanguardie della 2. Panzer-Division imprudentemente spintesi isolate fino al fiume. Dopo questi successi la divisione continuò a combattere nel saliente delle Ardenne contribuendo alla lenta riconquista del terreno perduto e occupando l'area da Houffalize al fiume Ourthe.

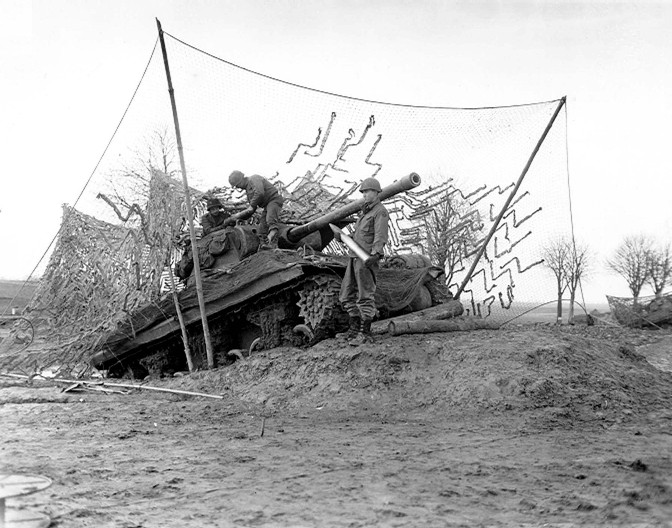
Un Btryv C, 702 TD Bn. della 2nd Armored Division, presso il fiume Roer il 16 dicembre 1944

A partire dal febbraio del 1945 ebbe inizio la fase finale della campagna alleata in Euoropa e la 2nd Armored, comandata dal generale Isaac D. White ed ora assegnata alla 9ª Armata del generale William Simpson, attraversò rapidamente il Reno e marciò velocemente nel cuore della Germania, elemento più avanzato delle forze americane. La divisione corazzata raggiunse per prima l'Elba fin dall'11 aprile dopo aver respinto deboli contrattacchi tedeschi. Per un momento il generale di brigata Sidney R. Hinds, comandante del Combat Command di punta della divisione, sperò, nonostante un insuccesso locale alla testa di ponte di Magdeburgo, di poter proseguire l'avanzata fino a Berlino. Ordini superiori imposero di fermare l'avanzata sull'Elba, dove peraltro erano ancora presenti forze tedesche efficienti al comando del generale Walther Wenck.
Su questo fiume tedesco si concluse quindi la brillante e vittoriosa marcia della 2ª Divisione corazzata americana; l'"Inferno su ruote" si dimostrò probabilmente la formazione meccanizzata alleata più combattiva ed efficiente e nel luglio 1945 fu la prima unità americana ad entrare nella capitale tedesca Berlino, già occupata dalle forze dell'Armata Rossa. Durante la seconda guerra mondiale la 2nd Armored Division prese 94.151 prigionieri di guerra, conquistando anche molte munizioni, carri armati ed equipaggiamenti del nemico.
La divisione fu in azione per 238 giorni, ed ebbe 7.348 perdite totali, tra cui 1.160 uomini uccisi nel corso di azioni. Della divisione 9.369 uomini ottennero delle onorificenze individuali tra cui 2 Medal of Honor, 23 Distinguished service crosses e 2.302 Silver Star. A questi si assommarono circa 6.000 Purple Heart.

### Il servizio durante la Guerra Fredda
Dopo un breve periodo di servizio nell'occupazione della Germania, la divisione fece ritorno a Fort Hood, in Texas, nel 1946. Dal 1951 al 1957 la divisione fece ritorno in Germania, schierata insieme alle altre forze della NATO per contrastare una eventuale invasione sovietica. Mentre si trovava in Germania nel 1952 con la Settima Armata, la 2ª Divisione Corazzata era basata a Stoccarda-Vaihingen sotto il comando del Generale Williston Palmer. Durante questo periodo, Palmer si è avvalso dell'aiuto di un giovane Caporale Samuel Adler tra i suoi ranghi per organizzare l'Orchestra Sinfonica della Settima Armata. Nel corso del decennio successivo, l'orchestra rimase basata sulla Seconda Divisione corazzata e con la 7ª Armata degli Stati Uniti mentre sosteneva le iniziative di diplomazia culturale americane in tutta Europa durante il culmine della Guerra Fredda.  Negli anni sessanta alcuni battaglioni presero parte alla Guerra in Vietnam, anche se gran parte della divisione rimase stazionata in patria a Fort Hood, come componente delle forze di riserva statunitensi da rischierare rapidamente in Europa in caso di attacco dell'Armata Rossa.
Secondo i programmi Reforger, la divisione manteneva una brigata corazzata in Europa alle dipendenze dell'USAREUR, mentre molto materiale ed equipaggiamento era già presente nei depositi in Germania sulla base del sistema POMCUS (il preposizionamento in blocchi già predisposti di materiali militari); in caso di complicazioni belliche, le altre due brigate corazzate e tutti gli elementi di supporto della 2nd Armored Division sarebbe giunti con la massima urgenza in Europa e sarebbero stati integrati nel III Corps dell'Esercito degli Stati Uniti che sarebbe entrato, secondo i piani di guerra, nell'ordine di battaglia del NORTHAG, il Gruppo d'armate NATO settentrionale.
La divisione venne parzialmente disattivata nel 1990, al termine della Guerra Fredda.

### La prima Guerra del Golfo
L'invasione del Kuwait ad opera di Saddam Hussein nell'agosto del 1990 impose un massiccio schieramento di forze meccanizzate americane in Medio Oriente, e quindi una brigata corazzata della divisione al comando del colonnello John B. Sylvester (la famosa 3rd brigade "Tiger") venne impiegata nell'Arabia Saudita in appoggio alle forze della 1st Infantry Division, partecipando con successo all'Operazione Desert Storm.
Dopo il rientro della brigata "Tiger", la divisione è stata formalmente sciolta nel 1995.

## Comandanti
| - Charles L. Scott luglio 1940 – novembre 1940 - George Smith Patton novembre 1940 – gennaio 1942 - Willis D. Crittenberger, gennaio 1942 – luglio 1942 - Ernest N. Harmon luglio 1942 – 6 aprile 1943 - Allen F. Kingman aprile 1943 – 5 maggio 1943 - Hugh J. Gaffey 5 maggio 1943 – 17 marzo 1944 - Edward H. Brooks 17 marzo 1944 – 12 settembre 1944 - Ernest N. Harmon 12 settembre 1944 – 19 gennaio 1945 - Isaac D. White 19 gennaio 1945 – 8 giugno 1945 - John H. Collier 8 giugno 1945 – 4 settembre 1945 - John M. Devine 4 settembre 1945 – 24 marzo 1946 - John W. Leonard 24 marzo 1946 – ottobre 1946 - Leland S. Hobbs ottobre 1946 – agosto 1947 - James G. Christiansen settembre 1947 – 28 giugno 1949 - Albert C. Smith 28 giugno 1949 – 1º novembre 1950 - Williston B. Palmer ?? – 24 novembre 1951 - Charles K. Gailey, Jr. 24 novembre 1951 – 3 aprile 1952 - George W. Read, Jr. 3 aprile 1952 – aprile 1953 - Leander L. Doan aprile 1953 – 20 gennaio 1955 - Clark L. Ruffner 20 gennaio 1955 – 5 aprile 1956 - Conrad S. Babcock, Jr. 5 aprile 1956 – 1º giugno 1957 - Wilhelm P. Johnson 1º giugno 1957 – 30 ottobre 1958 | - Earle G. Wheeler 30 ottobre 1958 – 1º aprile 1960 - Edward G. Farrand 1º aprile 1960 – 1º luglio 1961 - William H.S. Wright 1º luglio 1961 – 13 febbraio 1963 - Edwin H. Burba 13 febbraio 1963 – agosto 1964 - George R. Mather settembre 1964 – luglio 1965 - John E. Kelly luglio 1965 – 3 luglio 1967 - Joseph A. McChristian 3 luglio 1967 – 22 luglio 1969 - Leonard C. Shea 22 luglio 1969 – 1º novembre 1969 - Wendell J. Coats 1º novembre 1969 – 3 agosto 1971 - George G. Cantlay 3 agosto 1971 – 16 luglio 1973 - Robert L. Fair 16 luglio 1973 – 5 agosto 1975 - George Patton IV 5 agosto 1975 – 3 novembre 1977 - Charles P. Graham 3 novembre 1977 – 6 febbraio 1980 - Richard L. Prillaman 6 febbraio 1980 – luglio 1982 - John W. Woodmansee luglio 1982 – 20 agosto 1984 - Richard A. Scholtes 20 agosto 1984 – 24 giugno 1986 - Roger J. Price 24 giugno 1986 – 24 giugno 1988 - Glynn C. Mallory, Jr. 24 giugno 1988 – giugno 1990 - Phillip Mallory July 1990 – ?? - Jared L. Bate settembre 1993 - 7 maggio 1994 - Robert S. Coffey 7 maggio 1994 – 15 dicembre 1995 |

## Videogiochi
Una rappresentazione videoludica della 2nd Armored Division è presente in Steel Division: Normandy 44.